# Заривинці
Зари́винці (також Журавинці, пол. Żurawińce) — село в Україні, у  Бучацькій міській громаді Чортківського району Тернопільської області. Колишній адміністративний центр сільської ради.

## Історія

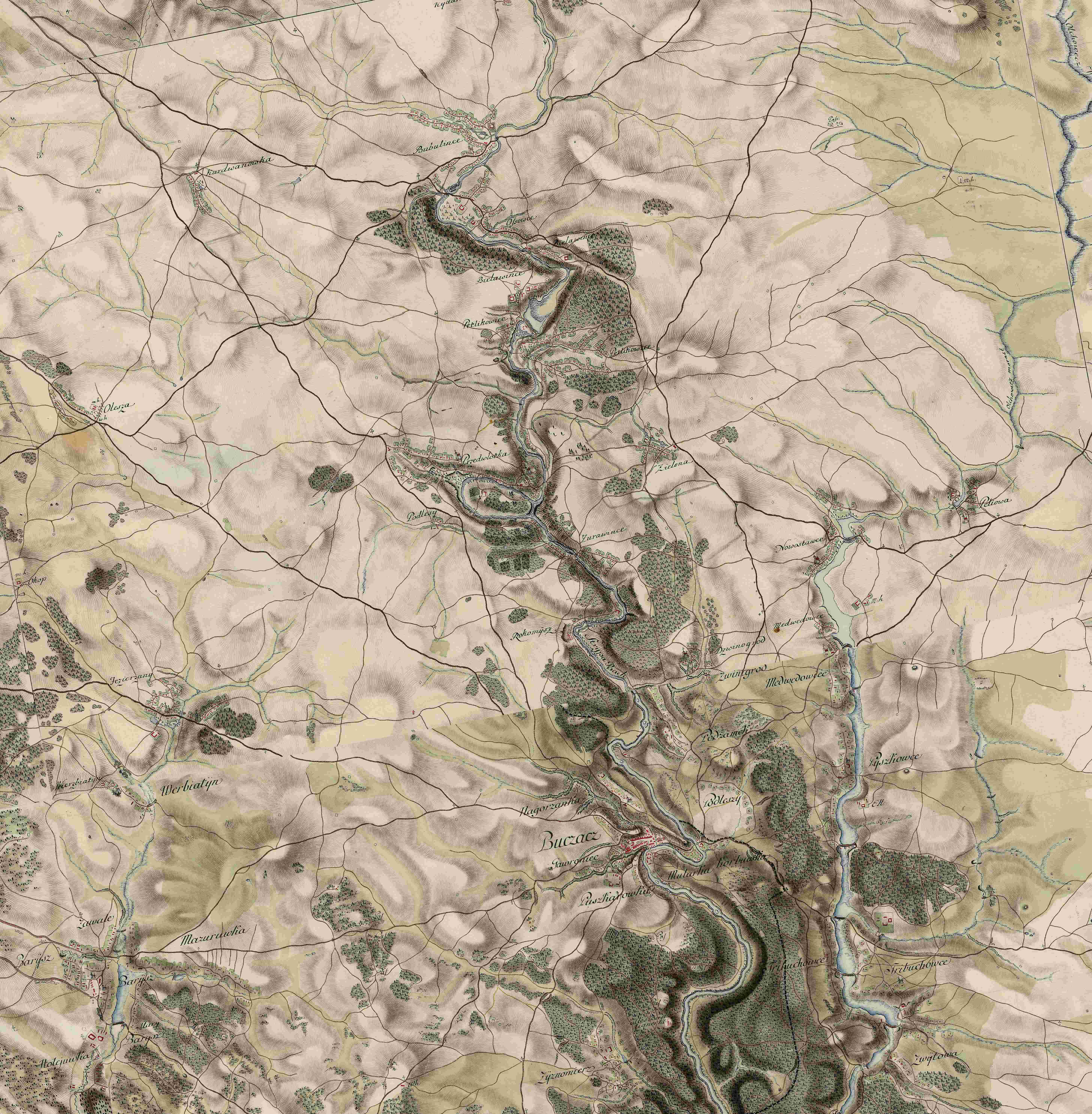
Заривинці на мапі фон Міґа, XVIII ст.

Встановлена перша письмова згадка про село — 1373 (або 1379) року. Село згадане у фундаційній грамоті дідича Бучача шляхтича Міхала Абданка на старий фарний костел міста.
Діяли товариства «Просвіта», «Сокіл», «Січ», кооператива.
12 червня 2020 року, відповідно до розпорядження Кабінету Міністрів України № 724-р «Про визначення адміністративних центрів та затвердження територій територіальних громад Тернопільської області» увійшло до складу Бучацької міської громади.
19 липня 2020 року, в результаті адміністративно-територіальної реформи та ліквідації Бучацького району, увійшло до складу новоутвореного Чортківського району.
З 11 грудня 2020 р. належить до Бучацької міської громади.

## Політика

### Парламентські вибори, 2019
На позачергових парламентських виборах 2019 року у селі функціонувала окрема виборча дільниця № 610153, розташована у приміщенні клубу.
Результати
- зареєстровано 438 виборців, явка 70,78 %, найбільше голосів віддано за «Слугу народу» — 34,20 %, за Всеукраїнське об'єднання «Свобода» — 23,78 %, за «Голос» — 11,40 %.[6] В одномандатному окрузі найбільше голосів отримав Степан Брацюнь (Конгрес українських націоналістів) — 38,76 %, за Миколу Люшняка (самовисування) — 27,04 %, за Ігоря Сопеля (Слуга народу) — 19,54 %[7].

## Населення
Згідно з переписом УРСР 1989 року чисельність наявного населення села становила 610 осіб, з яких 274 чоловіки та 336 жінок.
За переписом населення України 2001 року в селі мешкало 611 осіб.

### Мова
Розподіл населення за рідною мовою за даними перепису 2001 року:
| Мова       | Кількість | Відсоток |
| ---------- | --------- | -------- |
| українська | 612       | 99.67 %  |
| російська  | 2         | 0.335    |
| Усього     | 614       | 100 %    |

## Соціальна сфера
Діють гімназія , клуб, бібліотека, ПСП «Воля».

## Пам'ятки
- церква Вознесіння Господнього (1828; реставрована 1910),
- «фігура» Матері Божої (1998).

### Пам'ятники
- насипана символічна могила воякам УПА (1992)
- Пам'ятний знак воїнам-землякам[d] , полеглим у німецько-радянській війні (1965)

## Відомі мешканці

### Уродженці
- Яворська Ольга Йосипівна (1954) — письменниця. Член Національної спілки письменників України (1997) та Всеукраїнського об'єднання «Письменники Бойківщини».
- Дармохід Марія Йосипівна (1954) — українська педагогиня.

## Галерея

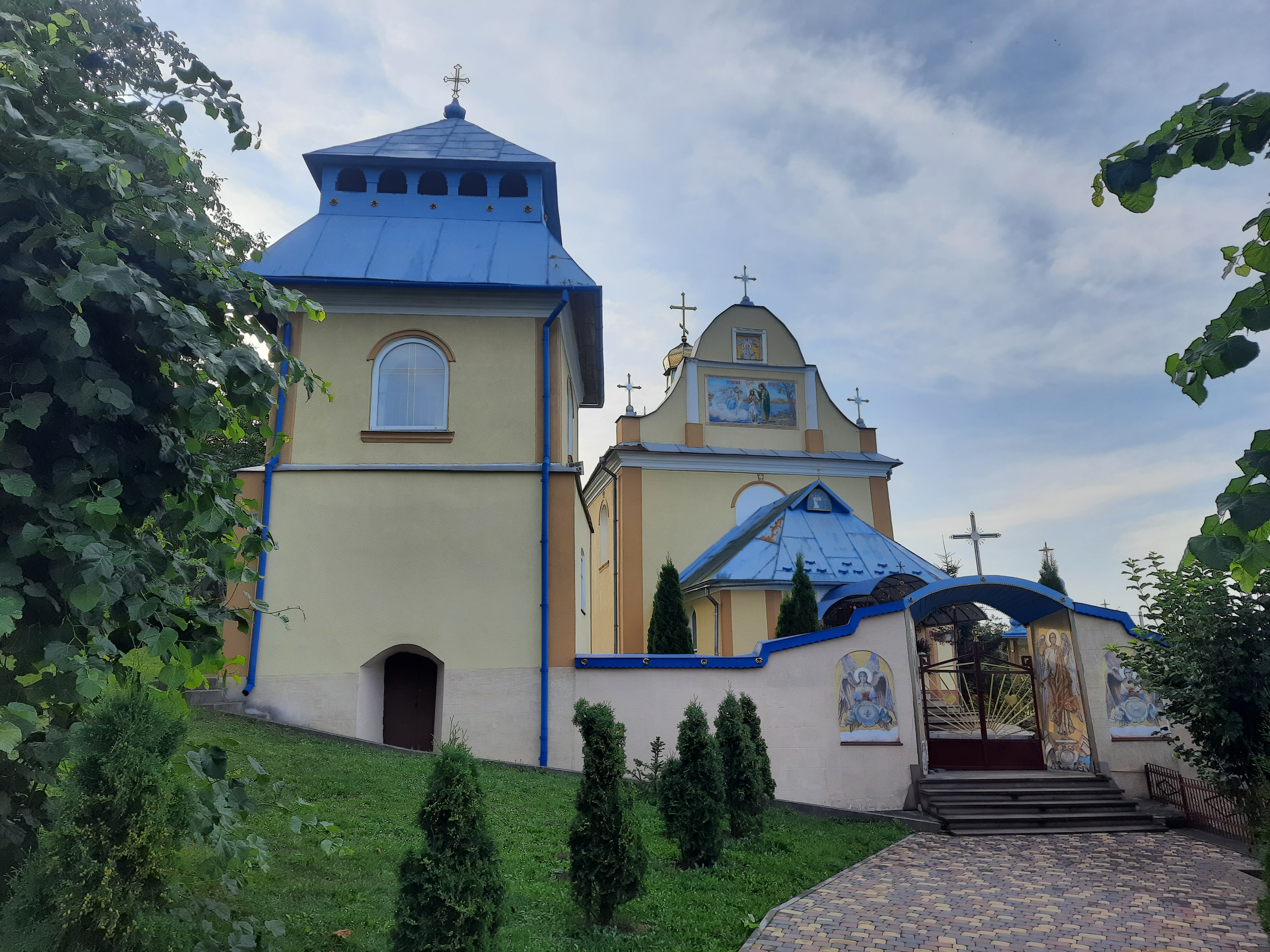
Церква Вознесіння Господнього ПЦУ
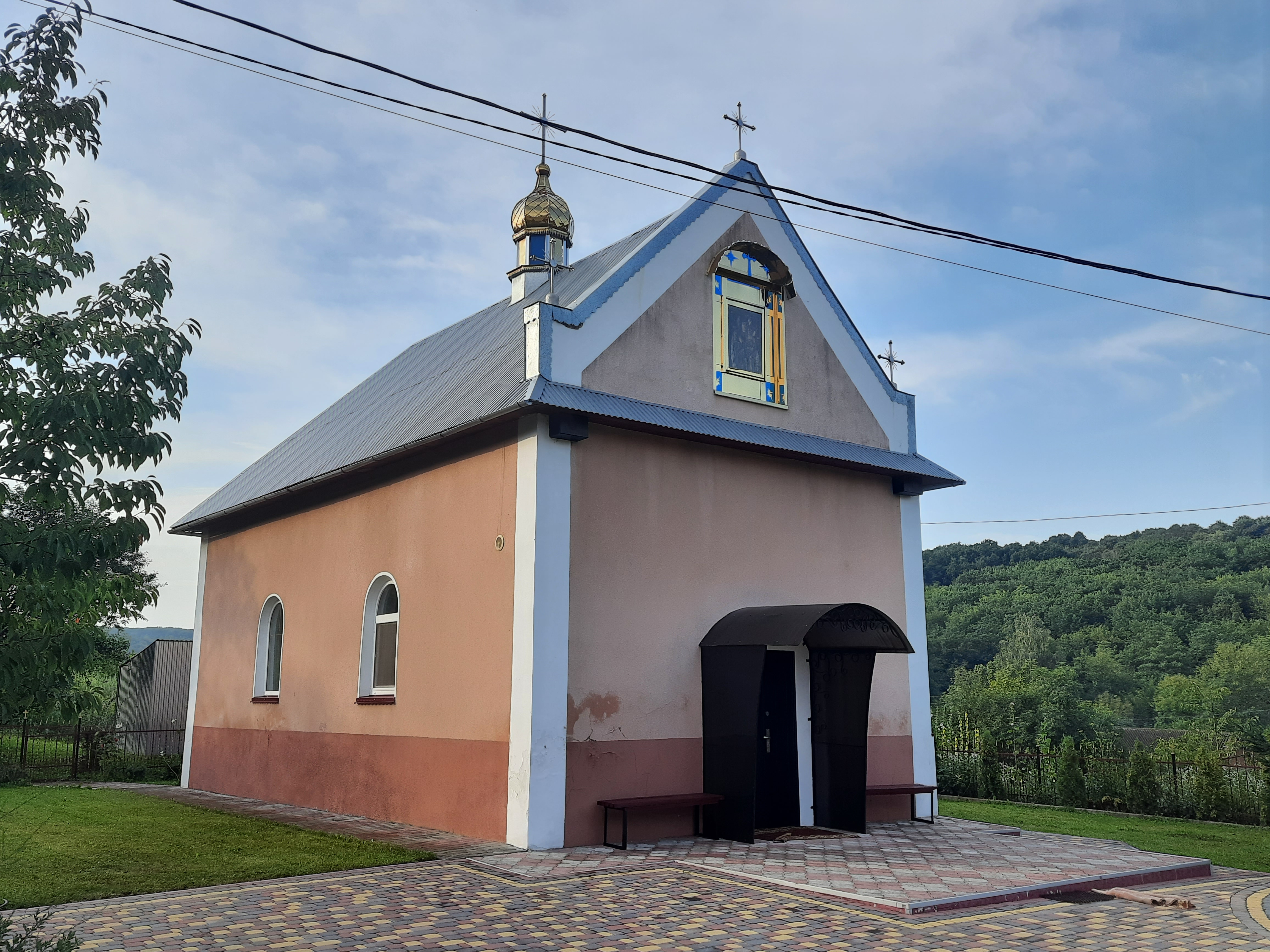
Каплиця Вознесіння Господнього УГКЦ
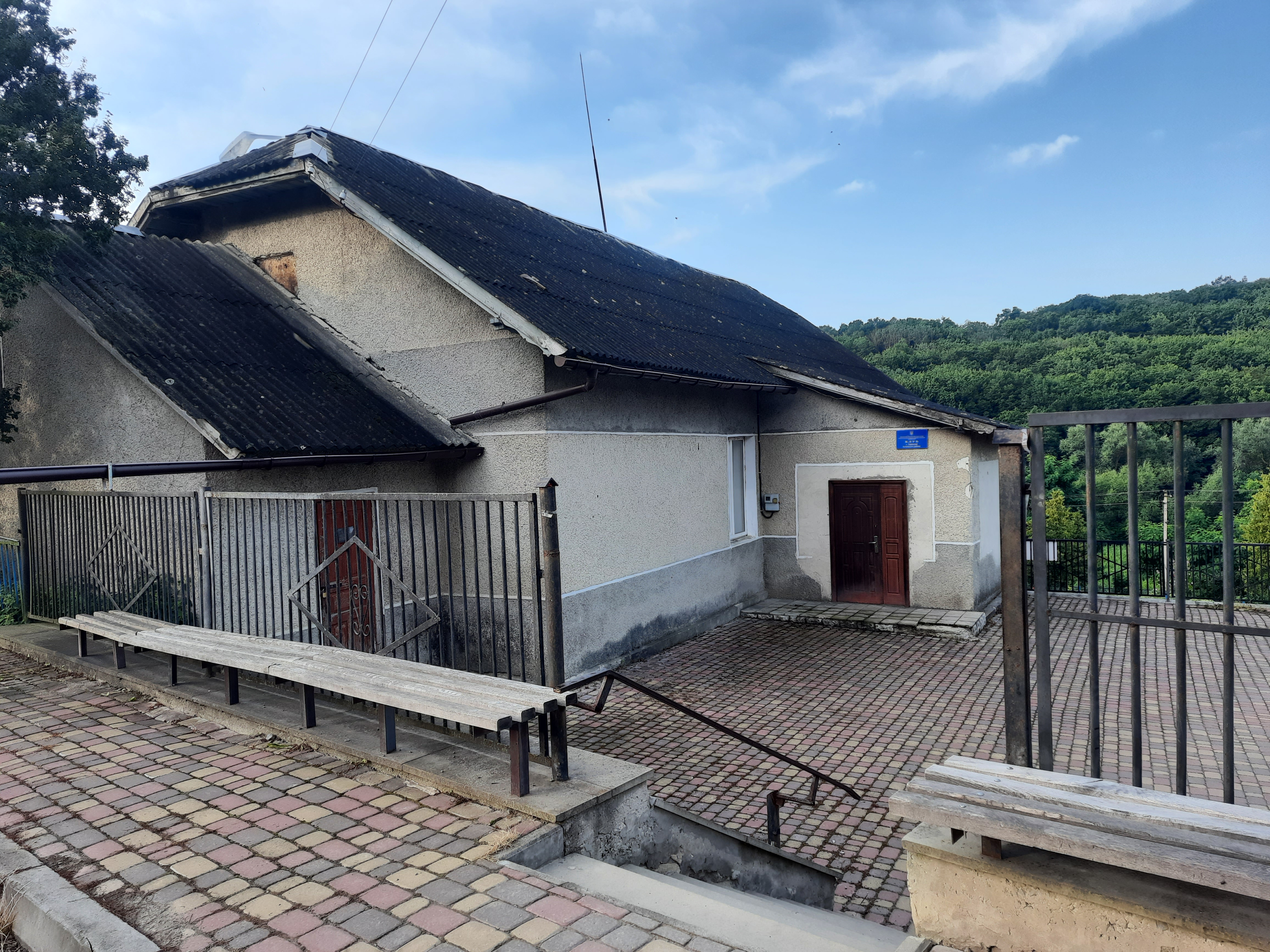
Клуб
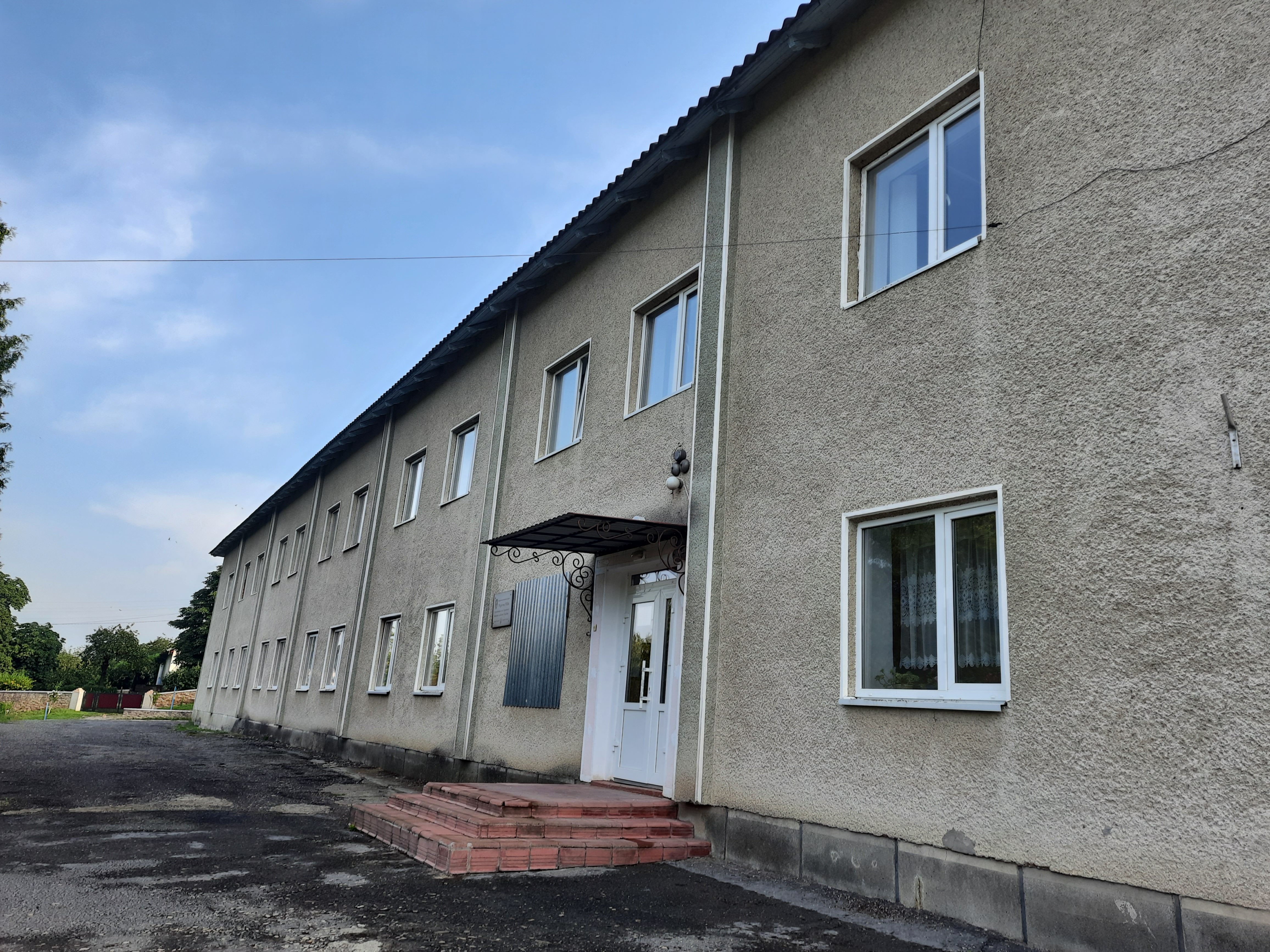
Школа
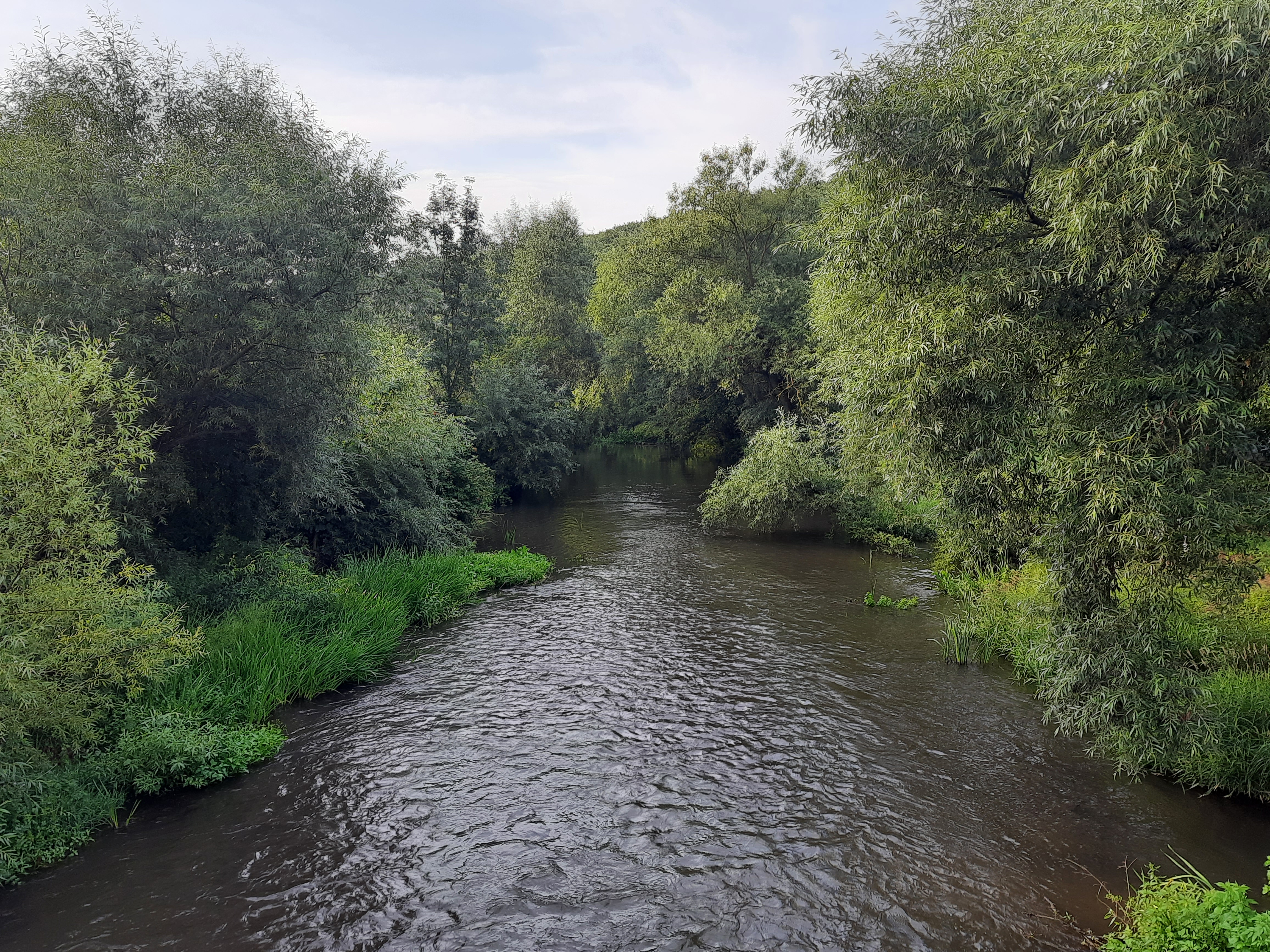
Річка Стрипа біля села